# Покровская, Алина Станиславовна
Али́на Станисла́вовна Покро́вская (урождённая — Новак; род. 29 февраля 1940, Сталино, УССР) — советская и российская актриса театра и кино, член Союза театральных деятелей России. Народная артистка РСФСР (1988).

## Биография
Алина Покровская родилась 29 февраля 1940 года в Сталино (ныне Донецк) в семье певицы Александры Андреевны Коваленко и театрального осветителя Станислава Новака.
Во время Великой Отечественной войны находилась в эвакуации вместе со своей тётей во Фрунзе, затем переехала к маме в Чимкент, откуда они вместе уехали в Вологду.
Окончила Высшее театральное училище им. М. С. Щепкина (курс Л. А. Волкова).
С 1961 года — актриса Центрального театра Советской армии (ныне Центральный академический театр Российской армии).

## Личная жизнь
Первый муж — Алексей Покровский.
Второй муж — Владимир Борисович Сошальский (1929—2007), советский и российский актёр театра и кино. Народный артист РСФСР.
Третий муж — Герман Иванович Юшко (1941—2010), советский и российский актёр театра и кино. Заслуженный артист РСФСР.
- Сын — Алексей Германович Юшко (род. 1974), историк.
  - Внук — Максим.

## Творчество

### Роли в театре
- 1961 — «Океан» А. Штейна — Маша[2]
- 1970 — «Давным-давно» А. Гладкова — Луиза Жермон
- 1975 — «Барабанщица» А. Салынского — Нила Снижко
- 1978 — «Васса Железнова» М. Горького — Рашель
- 1982 — «Усвятские шлемоносцы» Е. Носова — Наталья
- 1982 — «Молва» А. Салынского — Садофьева
- 1983 — «Моя профессия — синьор из общества» Тарабузи, Ренцо и Скарниччи, Джулио — Валерия
- 1983 — «Дама с камелиями» А. Дюма — Маргарита Готье
- 1990 — «Боже, храни короля!» Сомерсета Моэма — Этель
- 1993 — «Цветные сны о чёрно-белом» О. Данилова — Наташа
- 2008 — «Волки и овцы» — Мурзавецкая Меропия Давыдовна
- 2009 — «Одноклассники» — Евгения Петровна Костромитина
- 2009 — «Судьба одного дома» — Анна Семёновна
- 2016 — «Старомодная комедия» Алексея Арбузова — Лидия Васильевна Жербер
- 2017 — «Юг/Север» — Регина
- 2018 — «Красное колесо» — вдовствующая императрица Мария Фёдоровна
- 2020 — «Баба голубиная» — Надежда Кузякина
- 2024 — «Ретро» по пьесе А. Галича — Роза Александровна Песочинсквя

### Фильмография
- 1964 — Банкир — Галина

Памятник героям фильма возле здания Минобороны России в Москве

- 1964 — Государственный преступник — Майя Саранцева-Чернышёва
- 1971 — Офицеры — Люба Трофимова
- 1972 — Нежданный гость — Ольга Петровна
- 1973 — Ступени — Ирина Стрюкова
- 1974 — Истоки — Юлия Солнцева
- 1975 — Анино сердце — мама Ани
- 1977 — Вызов — Надежда Сергеевна Бочарова, секретарь парткома, новый председатель колхоза
- 1977 — Доброта — Люся, жена Прохоренко
- 1979 — Трое в лодке, не считая собаки — Эмилия
- 1984 — Прохиндиада, или Бег на месте — эпизод
- 1985 — Такой странный вечер в узком семейном кругу (фильм-спектакль) — Вера Геймала
- 1986 — Осенняя кампания 1799 года (фильм-спектакль) — Жозефина Богарнэ жена Наполеона
- 1989 — Следствие ведут ЗнаТоКи. Мафия — Вероника, жена Ардабьева
- 1991 — Расстанемся - пока хорошие — Эндзелла — эпизод у водопада (нет в титрах)
- 1993 — Кодекс бесчестия — жена генерала Лаврова
- 1993 — Умирает душа — Софья, жена Ивана
- 2001 — Семейные тайны — Наталья Валерьевна
- 2006 — Слабости сильной женщины — мама Леры

## Озвучивание мультфильмов
- 1982 — Великан-эгоист — Метелица
- 1988 — Перевал — мама
- 1990 — Когда-то давно… — рассказчица
- 2010 — Сын прокурора спасает короля
- 2010 — Оська-святой

## Дубляж
- 1939 — Унесённые ветром — Мелани Уилкс (роль Оливии Хэвилленд)
- 1977 — Жизнь взаймы — Лилиан (роль Марты Келлер)
- 1979 — Двойник (фильм) — Кортинская (роль Йорданки Кузмановой)
- 1981 — Мария, Мирабела — Фея Леса / мама

## Документальные фильмы и телепередачи
- 2010 — «Всё к лучшему… Алина Покровская» («Культура»)[6].
- 2010 — «Городские истории. Алина Покровская» («Столица»)[7].
- 2020 — «Раскрывая тайны звёзд. К 80-летию Алины Покровской» («Москва Доверие»)[8].
- 2021 — «Алина Покровская. Мои „Офицеры“» («Первый канал»)[9].

## Признание и награды
- Заслуженная артистка РСФСР (1973)
- Народная артистка РСФСР (1988)
- Орден «Дружба народов» (Афганистан)
- Орден «Знак Почёта» (17 марта 1980) — за заслуги в развитии советского театрального искусства[10]
- Орден Дружбы (23 марта 2000) — за большие заслуги в развитии театрального искусства[11]
- Орден «За заслуги перед Отечеством» IV степени (2010)[12]
- Медаль «Памяти героев Отечества» (март 2015) — за реализацию важных общественных проектов историко-патриотической направленности[13]
- Премия Министерства обороны Российской Федерации в области культуры и искусства (2018) — театральное искусство.
- Лауреат премии «Золотая маска» (2022) — за выдающийся вклад в развитие театрального искусства[14]